# Босх, Рулоф Беньямин ван ден
Рулоф Беньямин ван ден Босх (нидерл. Roelof Benjamin van den Bosch; 1810—1862) — нидерландский ботаник, специалист по тайнобрачным растениям.

## Биография
Рулоф Беньямин ван ден Босх родился 31 октября 1810 года в Роттердаме в семье Гультеруса Якоба ван ден Босха и Маргареты Сары ван ден Мёлен.
Учился в школе в Нойвиде, затем поступил в Лейденский университет. Там Босх посещал лекции по ботанике профессора Каспара Георга Карла Рейнвардта. После получения степени доктора медицины в Лейдене Босх поселился в Гусе, где стал изучать местную флору мхов, папоротников и грибов. Также Босх изучал флору Голландской Ост-Индии большей частью по образцам, привезённым ему Франсом Дози и Юлианом Хендриком Молкенбуром. После смерти Дози и Молкенбура Босх и Корнелис ван дер Санде Лакост издали монографию мхов Голландской Ост-Индии.
Рулоф ван ден Босх скончался в Гусе 28 января 1862 года.

## Некоторые научные работы
- Bosch, R.B. v.d. (1841). Enumeratio plantarum, Zeelandiae belgicae indigenarum. 55 p.
- Bosch, R.B. v.d. (1858—1861). Synopsis Hymenophyllacearum. 71 p.
- Bosch, R.B. v.d. (1861). Hymenophyllaceae javanicae. 67 p.

## Роды, названные в честь Р. Б. Босха
- Boschia Mont., 1856, nom. illeg. [= Cronisia Berk., 1857]
- Vandenboschia Copel., 1938